# Leiblfing
Leiblfing település Németországban, azon belül Bajorországban. Lakosainak száma 4332 fő (2023. december 31.). Leiblfing Moosthenning, Oberschneiding, Salching, Feldkirchen, Pilsting, Mengkofen és Geiselhöring községekkel határos.

## Népesség
A település népessége az elmúlt években az alábbi módon változott:
| Lakosok száma | 555  | 915  | 1578 | 3395 | 4052 | 4192 | 4157 | 4140 | 4235 | 4332 |
|               | 1875 | 1950 | 1975 | 1987 | 2012 | 2014 | 2016 | 2017 | 2021 | 2023 |